# The Super Hero Squad Show
The Super Hero Squad Show is een Amerikaanse animatieserie, gebaseerd op de verschillende personages en stripseries van Marvel Comics en de Marvel Super Hero Squad actiefiguurtjes. De serie wordt in de Verenigde Staten sinds 13 september 2009 uitgezonden. De serie is in Nederland in nagesynchroniseerde vorm te zien op Disney XD en in Vlaanderen op VTM Kids Jr..
De serie is getekend in super deformed-stijl, en bevat naast elementen van actie- en avonturenseries ook kenmerken van sitcoms. Bijna alle bekende Marvel-personages maken hun opwachting in de serie. De serie is een coproductie van Marvel Animation, Film Roman en Noxxon Entertainment. De uitvoerend producenten van de serie zijn Alan Fine, Simon Philips, en Eric Rollman, met Joe Quesada en Stan Lee als co-producers.
De stijl van de serie is gebaseerd op de Bullpen bits zoals deze sinds enkele jaren in de comics zijn gepubliceerd.
Het meest kenmerkende hiervan is de zelfspot die op alles losgelaten wordt.

## Plot

### Seizoen 1
Dr. Doom probeert het "Infinity Zwaard", een wapen dat de realiteit kan veranderen, te bemachtigen. Iron Man stopt hem, maar in hun gevecht breekt het zwaard in talloze stukken die verspreid raken over Super Hero City.
Om de stukken zwaard te bemachtigen sluit Dr. Doom een bondgenootschap met vrijwel elke superschurk in de stad, en richt zo de Lethal Legoin op. Enkele leden van deze groep zijn Dooms bekende handlangers MODOK en de Abomination.
Om Doom te stoppen richt Iron Man ook een team op genaamd de Super Hero Squad, bestaande uit Falcon, Hulk, Silver Surfer, Thor en Wolverine. Ze nemen hun intrek in de helicarrier van S.H.I.E.L.D.. Ze worden regelmatig bijgestaan door bekende Marvel-helden als Captain America, Ms. Marvel en anderen.
Tegen het einde van seizoen 1 zijn alle stukken bemachtigd en wordt het zwaard weer in elkaar gezet. Rond dezelfde tijd arriveert Galactus om de aarde te verslinden. Om hem te stoppen besluit de Silver Surfer wederom zijn dienaar te worden, en neemt het zwaard mee.

### Seizoen 2
Nadat de stukken van het zwaard weer bijeen zijn heft Iron Man de Super Hero Squad op, omdat er geen bedreigingen meer zijn. Thanos steelt echter The Infinity Gauntlet (in het Nederlands: De Oneindigheidshandschoen), en gaat op jacht naar de zes Infinity Stones: de Soulstone, de Powerstone, de Spacestone, de Mindstone, de Timestone en de Realitystone. Met de Soulstone, die hij al in bezit had, neemt hij Captain Marvel gevangen.
Ms. Marvel vraagt het team om Thanos tegen te houden, en met hulp van Scarlet Witch kunnen ze Captain Marvel bevrijdden. Thanos ontkomt echter, en Iron Man besluit het team te laten bestaan om hem te stoppen. Scarlet Witch voegt zich bij hen aan.
Op een gegeven moment heeft Thanos alle stenen en de Squad confronteert hem. Dit gaat echter niet goed, en ze kunnen alleen ontkomen omdat Silver Surfer hen op het laatste moment redt. Surfer is echter onder invloed van het zwaard, en hij verandert in een slechtere versie van hemzelf, de Dark Surfer. Hij ontneemt de handschoen van Thanos en sluit hem op in de Soulstone.
De Squad probeert hem tegen te houden, maar hierbij worden ze elk naar ander universum verbannen. Ze worden gered door Ms. Marvel en Mr. Fantastic.
In de laatste afleveringen wordt voorkomen dat de Dark Surfer de aarde vernietigd, en ze ontmantelen de handschoen door dat ieder lid een bepaalde steen verslaat. Het zwaard wordt weer vernietigd.
De Dark Surfer verandert weer in zichzelf. Hij beseft wat hij had gedaan en toont spijt. Op de thuisplaneet van de Kree zal hij eerlijk worden gedagvaard door Ronan the Accuser.

## Uitzendingen
De serie debuteerde op 13 september 2009 op de Canadese zender Teletoon, als onderdeel van het Action Force block.
Op 19 september 2009 debuteerde de serie in de Verenigde Staten op Cartoon Network. In het Verenigd Koninkrijk is de serie te zien op NickToons.

## Afleveringen
1. And Lo... A Pilot Shall Come!
2. To Err is Superhuman!
3. This Silver, This Surfer!
4. Hulk Talk Smack!
5. Enter: Dormammu!
6. A Brat Walks Among Us!
7. Oh Brother!
8. From the Atom... It Rises!
9. Night in the Sanctorum!
10. This Forest Green!
11. O, Captain, My Captain!
12. If This Be My Thanos!
13. Deadly Is The Black Widow's Bite!
14. Tremble at the Might of... M.O.D.O.K.!
15. Mental Organism Designed Only for Kisses!
16. Invader From the Dark Dimension!
17. Tales of Suspense!
18. Stranger From a Savage Land!
19. Mysterious Mayhem at Mutant High!
20. Election of Evil!
21. Hexed, Vexed and Perplexed!
22. The Ice Melt Cometh!
23. Wrath of the Red Skull!
24. Mother of Doom!
25. Last Exit Before Doomsday!
26. This Al Dente Earth!

## Engelstalige rolverdeling
- Charlie Adler – Captain Britain, Dr. Doom, Melter, Plantman, Sabretooth, Wrecker, Super-Skrull, Doombots, Cynthia "Coco" Von Doom, Phil Sheldon from "Marvels"
- Carlos Alazraqui – Cyclops, Ringmaster, Captain Australia
- Shawn Ashmore – Iceman
- Alimi Ballard – Falcon, Thunderball
- Ted Biaselli – Helicarrier, Loki, Mole Man, Tricephalous, Terrax
- Steven Blum – Wolverine, Heimdall, Zabu, Abomination, Fin Fang Foom, Pyro, Thanos, Redwing
- Dave Boat – Thor, Thing, Uatu, Trapster, Baron Mordo, Galactus' Mom, Captain Liechtenstein, John Porter
- A.J. Buckley – Batroc the Leaper, Klaw, Toad
- Ty Burrell – Captain Marvel
- LeVar Burton – War Machine
- Antony Del Rio – Reptil
- Grey DeLisle – Ms. Marvel, Enchantress
- Taye Diggs – Black Panther
- Robert Englund – Dormammu
- Nika Futterman – Captain Brazil
- Greg Grunberg – Ant-Man
- Mark Hamill – Red Skull, Chthon
- Jess Harnell – Odin, Crimson Dynamo, Hercules
- Lena Headey – Black Widow, Mystique
- Tricia Helfer – Sif
- Cheryl Hines – Stardust
- Lil' JJ – Luke Cage
- Mikey Kelley – Silver Surfer, Daredevil
- Tom Kenny – Iron Man, Captain America, Colossus, Juggernaut, MODOK
- Wayne Knight – Egghead
- Maurice LaMarche – Magneto
- Stan Lee – Mayor of Superhero City
- Jonathan Mankuta – Flatman, Zzzax
- James Marsters – Mister Fantastic
- Scott Menville – Quicksilver
- Candi Milo – Hera
- Jennifer Morrison – Wasp
- Julie Morrison – Screaming Mimi/Songbird
- Tamera Mowry – Misty Knight
- Adrian Pasdar – Hawkeye
- Kevin Michael Richardson – Nick Fury, Scorpio
- Roger Rose – Dr. Strange, Bulldozer
- Kevin Sorbo – Ka-Zar
- Kath Soucie – She-Hulk
- Ray Stevenson – Punisher
- Tara Strong – Invisible Woman, H.E.R.B.I.E., Scarlet Witch, Brynnie Bratton
- Cree Summer – Storm
- George Takei – Galactus
- Michelle Trachtenberg – Valkyrie
- Hynden Walch – Jean Grey
- Jim Ward – Professor X
- Travis Willingham – Hulk, Iron Fist, Human Torch, Skurge, Piledriver, Hyperion, Zeus